# Yvette (film, 1927)
Pour plus de détails, voir Fiche technique et Distribution.
Yvette est un film français réalisé par Alberto Cavalcanti, sorti en 1927.

## Synopsis
« Yvette a une mère qui est une prostituée de haute volée mais elle l'ignore. Elle est amoureuse d'un aristocrate qui lui apprend qu'il ne peut l'épouser à cause de la profession de sa mère. Elle tente de se suicider. On la sauve et son amoureux lui revient. »

## Fiche technique
- Titre : Yvette
- Réalisation : Alberto Cavalcanti
- Assistante : Janine Bouissounouse
- Scénario : Alberto Cavalcanti, d'après la nouvelle de Guy de Maupassant
- Opérateurs : James E. Rogers assisté de A. Fairlie
- Photographe de plateau : Engberg
- Décors : Erik Aaes
- Tournage : Studios de Billancourt
- Montage : Alberto Cavalcanti
- Pays de production :  France
- Administrateur : R. Woog
- Production : Néofilms
- Directeur de production et distributeur : Pierre Braunberger
- Durée : 74 minutes
- Date de sortie : 
  - France : 30 décembre 1927
- Affiche : Jean-Adrien Mercier

## Distribution
- Catherine Hessling : Yvette
- Walter Butler : Jean de Servigny
- Blanche Bernis : Dolorès
- Thomy Bourdelle : Kravalow
- Pauline Carton : Clémence
- Jean-François Martial : Pascal
- Clifford McLaglen : Saval
- Michel Duran : Louis
- Jan Storm : Valréali
- Jean Marconi : un danseur
- Simone Harbelle : Sylvie
- Ica de Lenkeffy : la marquise Obardi
- Nina Chouvalova : la princesse Korchaguine